# Río Ucayali
«  Ucayali (rivière) » redirige ici. Pour les autres significations, voir Ucayali.
 (septembre 2022).
Si vous disposez d'ouvrages ou d'articles de référence ou si vous connaissez des sites web de qualité traitant du thème abordé ici, merci de compléter l'article en donnant les références utiles à sa vérifiabilité et en les liant à la section « Notes et références ».
Le río Ucayali, ou simplement l'Ucayali, est une grande rivière du Pérou, qui naît dans la région d'Ucayali, de la confluence des rivières río Tambo et río Urubamba, au pied de la cordillère des Andes. Il coule en pente douce vers le nord-ouest du pays et finit par se joindre au río Marañón, donnant ainsi deux sources à l'Amazone. Il est aujourd'hui le plus souvent admis que la branche mère du fleuve par la longueur est l'Ucayali, et que la branche mère hydrologique (par le volume moyen) est le Marañón.
L'Ucayali est ainsi le 4e affluent du système amazonien par sa longueur (après le Madeira, le Purus et le Juruá), et le 5e par son débit moyen (après le Madeira, le rio Negro, le Japurá, et le Tapajós). Il y coule deux fois plus d'eau que dans le Danube, principal fleuve de l'Union européenne.

## Géographie

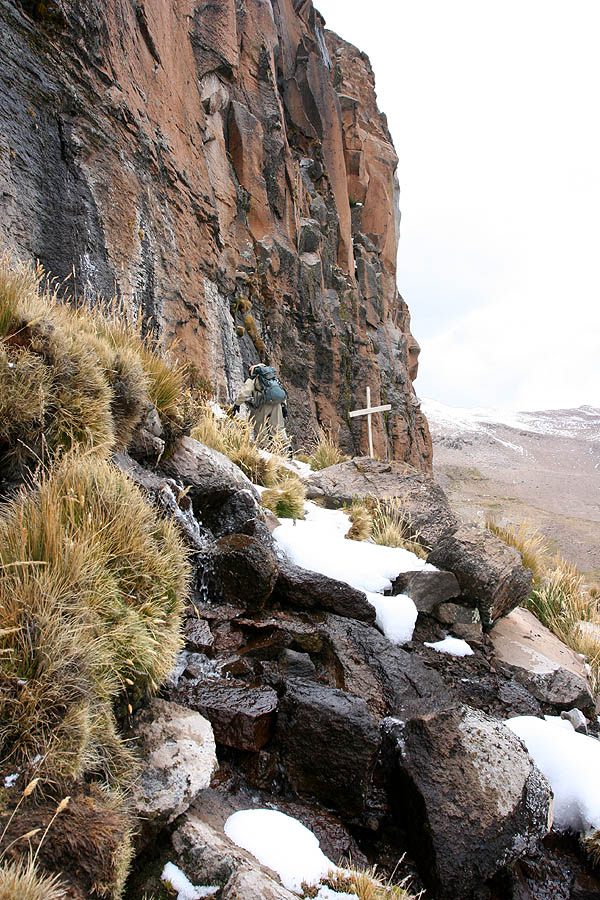
L'Amazone nait d'un escarpement du Nevado Mismi- seul signe : une croix en bois.

L'Ucayali parcourt 2 670 kilomètres sous divers noms avant de rejoindre le Marañón, dont 1 500 sont navigables pour des navires de trois mille tonnes.
Il a lui-même pour origine deux branches dont les sources sont difficiles à déterminer parce que les rivières changent souvent de nom après un confluent  dans cette région du Pérou.

### La branche occidentale Tambo-Ene-Apurimac
L'origine la plus lointaine du système est un glacier au flanc d'une montagne de la cordillère Occidentale, le Nevado Mismi. Cette origine se situe à 650 km au sud-est de Lima et à 160 km à l'ouest du lac Titicaca. Un modeste torrent, le río Challamayo, prend le nom de río Hornillos (ou rio Monigote), et rejoint après 60 km l'Apurímac qui prend sa source un peu plus à l'est, et est légèrement plus court. La rivière résultante continue sous le nom d'Apurimac jusqu'au confluent avec le río Mantaro de longueur équivalente, la section qui suit (150 km) est nommée río Ene jusqu'à la rencontre du río Perené, et l'ultime section de 150 km également s'appelle río Tambo. La longueur totale du río Tambo depuis le Nevado Mismi jusqu'à la jonction avec le río Urubamba dépasse 1 000 km.

### La branche orientale Urubamba-Vilcanota
Le río Vilcanota naît à l'ouest de la cordillère de Vilcanota qui comporte 469 glaciers. Il prend d'emblée la direction nord-nord ouest. Il reçoit le río Salcca qui est plus important que lui, et change de nom bien plus loin, au confluent du río Yanatili. La vallée intramontagnarde de l'Urubamba-Vilcanota est nettement plus peuplée que la plupart des hautes vallées andines. C'est aussi un haut-lieu de la civilisation inca (Cuzco, Machu Picchu).
L'Urubamba quitte ensuite la haute montagne andine, et entre dans la forêt amazonienne après avoir franchi le spectaculaire et dangereux canyon nommé Pongo de Mainique aux parois qui atteignent jusqu'à 900 mètres de hauteur. Il s'élargit beaucoup et multiplie son débit par trois. Il rejoint le río Tambo pour former l'Ucayali près de la ville d'Atalaya après un parcours de 830 km.

### Confluent Tambo-Urubamba

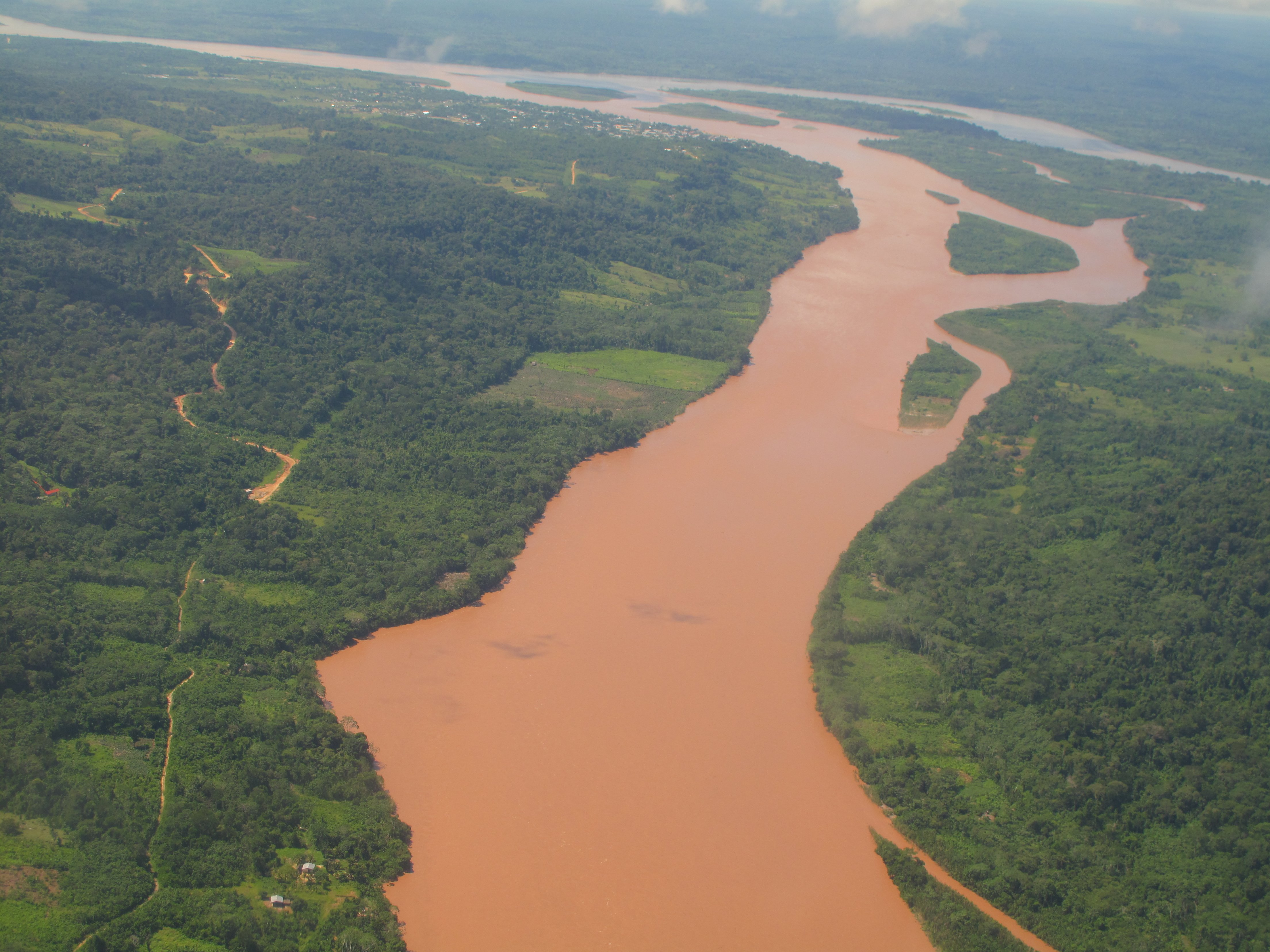
Le Tambo au premier plan, l'Urubamba en haut à droite, l'Ucayali en haut à gauche.

Les deux formateurs de l'Ucayali sont assez différents. le bassin du río Tambo est entièrement inclus dans la cordillère des Andes, c'est pourquoi il transporte beaucoup d'alluvions et ses eaux boueuses sont de couleur ocre. Ce bassin est étendu (135 000 km2), mais est moyennement arrosé comme l'est généralement la haute montagne andine au Pérou.
Le bassin de l'Urubamba est deux fois moins vaste (60 300 km2) que celui du Tambo, sa partie supérieure est aussi accidentée et abritée, mais sa partie inférieure très arrosée modifie largement le volume et la couleur de ses eaux qui sont plus foncées et moins boueuses.
De sorte qu'il est difficile de discerner au confluent lequel des deux cours d'eau est le plus important, d'autant plus que le Tambo est encombré d'îles et se divise en plusieurs bras. Les estimations des débits indiquent le plus souvent le río Tambo comme le plus important, mais pas toutes.
Par contre, il est aujourd'hui admis que le Tambo-Ene-Apurimac est la branche la plus longue de l'Ucayali, qui se joint au Marañón près de Nauta dans la région de Loreto pour former à partir de là la portion du grand fleuve qui porte le nom d'Amazone.

### L'Ucayali proprement dit
À partir d'Atalaya, l'Ucayali se dirige franchement vers le nord pendant 1 200 km, soit perpendiculairement au flux principal du système Marañon-Amazone. Il infléchit toutefois son cours vers le nord-est pendant les 400 derniers kilomètres avant la jonction près de Nauta. Son long parcours est sinueux et changeant, voire indécis au vu du nombre de bras secondaires et bras morts qui parsèment sa large vallée. C'est aussi pour cela que sa longueur totale est incertaine, variant de 2 500 à plus de 3 000 km selon les sources. Cette différence s'explique surtout par la prise en compte ou pas du détail des méandres lors des mesures. Concernant un cours d'eau aussi sinueux, plus l'échelle est fine, plus le cours d'eau apparaît long en raison de propriétés fractales.
L'Ucayali occupe en fait la plus longue partie d'une gouttière qui suit le piémont de la cordillère des Andes péruvienne, depuis la frontière bolivienne jusqu'au Marañon. Plus au sud, cette gouttière est drainée par le bas Urubamba, Encore plus au sud, elle est drainée dans l'autre sens par le río Manú et le río Madre de Dios en direction du rio Madeira.
C'est pourquoi l'Ucayali recueille dans son parcours vers le nord de nombreuses rivières, tant sur sa rive gauche que sur sa rive droite. Celles qui le rejoignent en rive gauche dévalent les flancs de la cordillère des Andes et sont plus abondantes. l'affluent le plus abondant est le río Pachitea (1 840 m3/s) en raison d'une pluviométrie locale particulièrement élevée.

## Affluents
G = Rive Gauche, D = Rive Droite
- G  río Aguaytia (330 km, 11 630 km2, 880 m3/s)

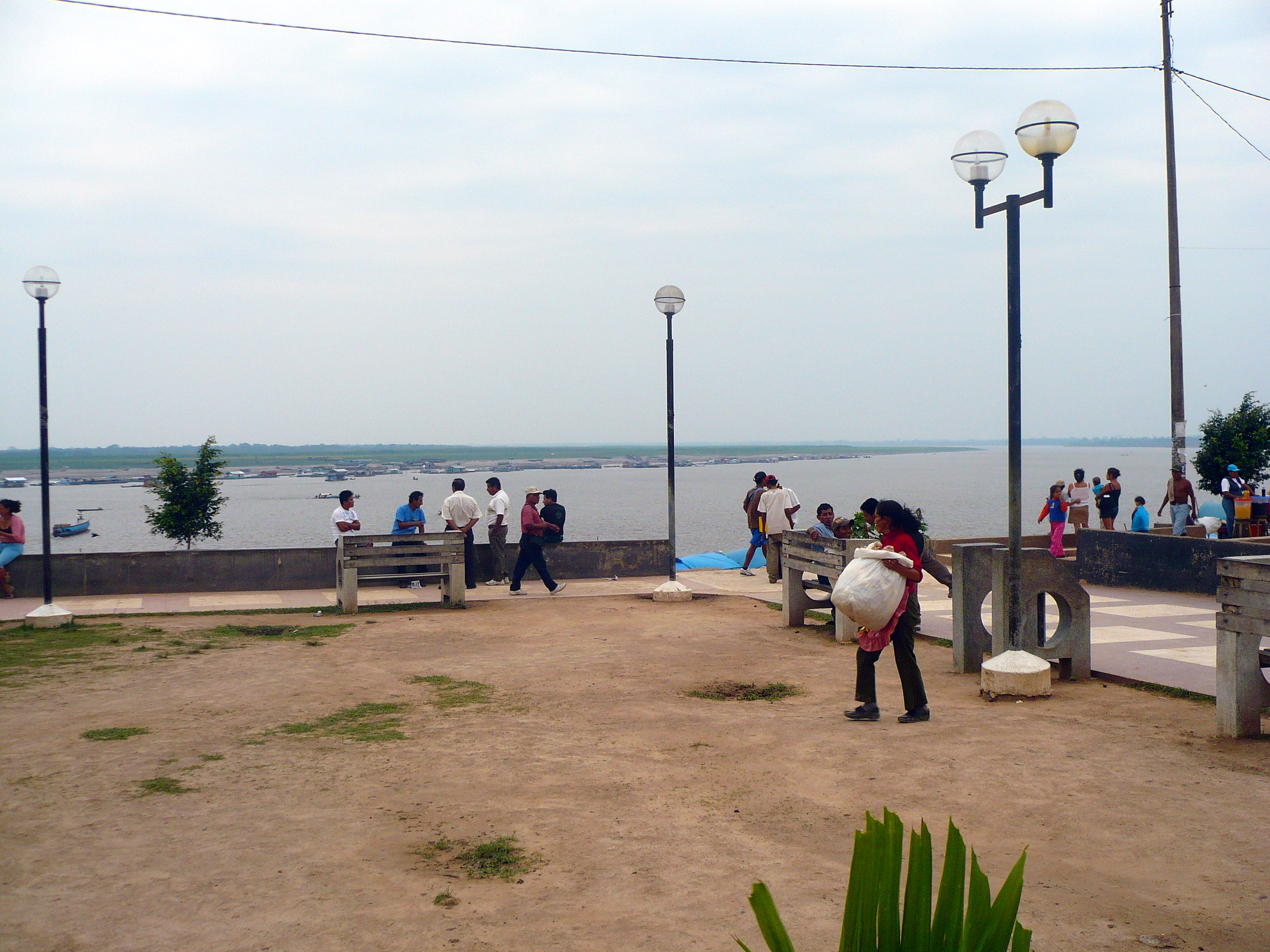
L'Ucayali vu de Pucallpa.

- G  río Calleria (ou Callana, 100 km, 4 340 km2, 220 m3/s)
- D  río Maquia (230 km, 2 830 km2, 130 m3/s)
- G  río Pachitea (540 km, 29 600 km2, 1 840 m3/s)
- G  río Panya (ou Cushabatay, 230 km, 6 700 km2, 430 m3/s)
- G  río Pisqui (320 km, 6 800 km2, 450 m3/s)
- D  río Sheghea (230 km, 4 230 km2, 250 m3/s)
- D  río Tamaya (290 km, 14 900 km2, 690 m3/S)
- G  río Tambo (1 000 km avec les rios Ene et Apurimac, 135 200 km2, 2 790 m3/s, branche mère ouest)
- D  río Tapiche (520 km, 23 640 km2, 1 100 m3/s)
- D  río Urubamba (830 km, 60 300 km2, 2 230 m3/s, branche mère est)

(Sources ONERN et Hydro Peru)

## Navigabilité
L'Ucayali est une importante voie navigable. Ses principaux ports sont dans les villes de Contamana, Requena, et surtout Pucallpa, une des plus importantes villes de l'Amazonie péruvienne (205 000 habitants).